# 尾崎敦史
尾崎 敦史（おざき あつし、1970年3月12日 - ）は、大分県生まれで業務用冷蔵庫大手大和冷機工業代表取締役社長。1994年帝京大学文学部卒業後、大和冷機工業入社。2001年副社長、2002年より現職。

## 経歴
- 1970年 - 大分県で生まれる。
- 1994年 - 帝京大学文学部卒業。
- 1994年 - 大和冷機工業。
- 2001年 - 副社長。
- 2002年 - 現職。

| スタブアイコン | サブスタブ | この項目は、まだ閲覧者の調べものの参照としては役立たない、人物に関連した書きかけの項目です。この項目を加筆・訂正などしてくださる協力者を求めています（P:人物伝/PJ:人物伝）。 |